# Cuatro escuelas de Go
Las Cuatro casas de Go fueron las cuatro academias especializadas en el juego del Go en Japón. Fueron instituidas, apoyadas y controladas por el Estado, al comienzo del shogunato Tokugawa.
Las cuatro academias eran la Escuela Hon'inbō, la Escuela Hayashi, la Escuela Inoue y la Escuela Yasui. Todas competían entre ellas en juegos oficiales anuales, llamados Oshirogo.
- Datos: Q1018670